# Нгоклінь
Нгоклінь (в'єтнамський китаїзм, що означає «Нефритова гора») — гора висотою 2605 м. у В'єтнамі у складі хребта Нгоклінь, відгалуження Аннамітського хребта. Вона розташована на кордоні між двома провінціями — Куангнам і Контум. Її називають «дахом Південного В’єтнаму».

## Альтернативна версія назви
Його назва Ngọc linh походить від Ngơl k'iàng або Ngơk kariàng мовою зе-ченгів. Це означає «велика гора».

## Флора і фауна
На горі Нгоклінь та навколо неї поширений «в'єтнамський женьшень» Panax vietnamensis (в'єт. sâm Ngọc Linh), вид, що походить із регіонів Південь центрального узбережжя та Центральне нагір'я, вперше визначений як окремий вид у 1973 році. Ця місцевість також є єдиним відомим місцем проживання Gracixalus lumarius (колюча деревна жаба) та схожої Gracixalus trieng (деревна жаба ченг).  